# Артедидрако
Артедидра́ко (лат. Artedidraco) — один из четырёх родов семейства бородатковых (Artedidraconidae) подотряда нототениевидных (Notothenioidei) отряда окунеобразных (Perciformes). Включает 6 видов. Впервые род Artedidraco был описан шведским ихтиологом Эйнаром Лённбергом (швед. Einar Lönnberg, 1865—1942) для рыб от Южной Георгии в 1905 году.  Род назван в честь «отца ихтиологии» — шведского ихтиолога Петра Артеди (швед. Peter Artedi, 1705—1735). Вторая часть сложного слова, образующего названия рода — греч. drako — дракон связана с необычным внешним видом головы рыб.
Это типично донные, по большей части относительно мелководные мелкие рыбы общей длиной не превышающей 16 см. Являются эндемиками главным образом высокоширотной зоны Южного океана, распространёнными преимущественно в окраинных морях Антарктиды в основном на относительно небольших шельфовых глубинах. Согласно схеме зоогеографического районирования по донным рыбам Антарктики, предложенной А. П. Андрияшевым и А. В. Нееловым, ареал рода находится в границах провинции Южная Георгия, а также восточноантарктической и западноантарктической провинций гляциальной подобласти Антарктической области.
У рыб этого рода, как и у прочих представителей подотряда нототениевидных, отсутствует плавательный пузырь. Как и у других представителей семейства бородатковых у этих рыб имеется подбородочный усик, а кожа голая, за исключением костных члеников (чешуй) в двух боковых линиях. Характерной особенностью этих рыб, отличающих их от прочих представителей семейства, является отсутствие шипов на жаберной крышке.
Могут встречаться в уловах донных тралов в прибрежных водах Антарктиды и близлежащих островов, а также в желудках хищных рыб.

## Характеристика родаArtedidraco
В первом спинном плавнике 2—7 мягких колючек, во втором спинном плавнике 23—30 лучей, в анальном плавнике 14—19 лучей, в грудном плавнике 16—22 луча; в дорсальной (верхней) боковой линии 3—21 трубчатых чешуй (в переднем участке) и 0—15 округлых чешуй (в заднем участке); в медиальной (срединной) боковой линии 9—25 округлых чешуй; общее число тычинок в верхней части первой жаберной дуги 0—5, в нижней части дуги — 10—16; общее число позвонков 33—41.
Первый спинной плавник находится над основанием грудного плавника. Голова относительно небольшая, несколько сжата с боков, примерно равной высоты и ширины или (обычно) несколько более высокая, чем широкая. Нет шипов на крышечной и подкрышечной костях. Посттемпоральные костные гребни на верху головы не выражены. Рыло короче, чем горизонтальный диаметр орбиты. Межглазничное пространство очень узкое. Подбородочный усик короткий или умеренной длины, сужающийся к кончику или с терминальным расширением. Зубы на челюстях мелкие, щетинковидные, многочисленные, расположены в несколько рядов. Боковых линий две: дорсальная линия с трубчатыми и округлыми члениками и медиальная линия с округлыми члениками. Плевральные рёбра рудиментарные или отсутствуют.

## Распространение и батиметрическое распределение
Циркумполярно-антарктический ареал рода охватывает главным образом шельфовые воды окраинных морей Антарктиды и прибрежные воды островов южной части подводного Южно-Антильского хребта от Южной Георгии до Антарктического полуострова. Виды рода встречаются от прибрежной мелководной зоны шельфа до углублённой части шельфа и верхней части материкового склона на глубинах от 18 до 801 м.

## Размеры
Мелкие виды, максимальная общая длина которых колеблется от 11 до 16 см.

## Образ жизни
Типично донные сублиторальные виды и типичные зоофаги-бентофаги. В питании главным образом присутствуют  полихеты и различные донные и придонные ракообразные. 

## Виды
В роде в настоящее время насчитывается 6 прибрежных видов:
- Artedidraco glareobarbatus Eastman et Eakin, 1999[3]
- Artedidraco loennbergi Roule, 1913 — Бородатка Лённберга
- Artedidraco mirus Lönnberg, 1905 — Необыкновенная бородатка
- Artedidraco orianae Regan, 1914 — Бородатка Орианы
- Artedidraco shackletoni Waite, 1911 — Бородатка Шеклтона
- Artedidraco skottsbergi Lönnberg, 1905 — Бородатка Скоттсберга